# Crawford megye (Illinois)
Crawford megye az Amerikai Egyesült Államokban, azon belül Illinois államban található. Megyeszékhelye és legnagyobb városa Robinson. Lakosainak száma 18 679 fő (2020. április 1.). Crawford megye Clark, Lawrence, Knox, Richland, Jasper és Sullivan megyékkel határos.

## Népesség
A megye népességének változása:
| Lakosok száma | 19 240 | 26 281 | 19 810 | 19 772 | 19 605 | 19 505 | 19 414 | 18 679 |
|               | 1900   | 1910   | 2010   | 2011   | 2012   | 2013   | 2015   | 2020   |